# بريانا بيري
بريانا بيري (بالإنجليزية: Brianna Perry) هي رابر وعارضة ومغنية مؤلفة وممثلة أمريكية، ولدت في 11 يناير 1992 في مقاطعة ميامي داد في الولايات المتحدة.

## وصلات خارجية
- الموقع الرسمي
- بريانا بيري على موقع IMDb (الإنجليزية)
- بريانا بيري على موقع ميوزك برينز (الإنجليزية)
- بريانا بيري على موقع ميوزك برينز (الإنجليزية)
- بريانا بيري على موقع ديسكوغز (الإنجليزية)